# Ферганські погроми
Ферганські погроми — події травня—червня 1989 року у Ферганській області Узбецької РСР, пов'язані з міжетнічним конфліктом між узбеками і турками-месхетинцями.

## Причина
Коментуючи криваві події, голова Ради Національностей Верховної Ради СРСР (колишній перший секретар ЦК Компартії Узбекистану) Рафік Нішанович Нішанов на засіданні З'їзду народних депутатів заявив, що все почалося зі сварки на базарі через «тарілку полуниць» (турок нагрубив продавчині-узбечці і перекинув полуницю, за неї заступилися, почалася бійка тощо).
Цю ж точку зору висловив в інтерв'ю голова Ради міністрів Узбецької РСР Гайрат Кадиров.

## Хід подій
16-18 травня 1989 року в місті Кувасай (на сході Ферганської області) відбувалися бійки між турецькою та узбецькою молоддю. 23 травня бійки в Кувасаї поновилися і переросли у великі зіткнення, які тривали два дні. В них брали участь кілька сотень людей. Натовп узбеків намагався прорватися в квартали, населені турками-месхетинцями та іншими меншинами, і влаштувати там погром. Влада поперемінно то намагалися переконувати юрбу, то розігнати її силою. Після прибуття додаткових сил міліції (близько 300 осіб) з інших районів і областей заворушення припинилися. За офіційними даними, постраждало 58 осіб, зокрема 2 міліціонери, 32 з них були госпіталізовані. Наступного дня помер один із побитих у бійці, 26-річний етнічний таджик Ікром Абдурахманов.
Вранці 3 червня в Ташлаці натовп узбецької молоді кинувся на вулиці, де жили турки-месхетинці. Почалися підпали їхніх будинків і побиття їх господарів. Потім натовп рушив до селища Комсомольський, де їм безуспішно намагався протистояти підрозділ внутрішніх військ. Будинки турків-месхетинців у Комсомольському також були розгромлені і спалені. Частина погромників повернулися в Ташлак, де продовжили напади на турків; відбулися перші вбивства. Турки-месхетинці, що втекли від погромників, збиралися під охороною міліції в райкомі КПРС. До вечора натовп чисельністю 300—400 осіб влаштував погроми і підпали будинків турків-месхетинців у Маргілані. Відбулися також напади на турків-месхетинців у Фергані.
Зранку 4 червня автобуси в Ташлаці до полудня збирали і звозили турків-месхетинців у будинок райкому КПРС. До того часу тут зібралося понад 500 осіб. В ніч з 3 на 4 червня до Фергани стали прибувати підрозділи внутрішніх військ. Зранку 4 червня напади на турків-месхетинців і підпали поновилися у Фергані, Маргілані і Ташлаці. Почалися погроми в інших населених пунктах, де жили турки-месхетинці. Натовп узбеків вимагав звільнення тих, кого міліція затримала напередодні, та видання їм турків-месхетинців на розправу. В результаті нападу частково розгромлено будівлі Ташлацького районного комітету КПРС і Ташлацького РВВС. Міліції вдалося очистити приміщення РВВС від погромників, але натовп протягом чотирьох годин тримав будинок в облозі. Поранення отримали 15 працівників міліції, один з них помер.
В цей час у Маргілані тривали заворушення. Вранці 4 червня зібрався мітинг біля кінотеатру, на вимогу натовпу виступила перший секретар міськкому КПРС Х. Ю. Мухітдінова. Її заклики до спокою натовпом почуті не були. Активісти мітингу висунули ультиматум: видати турків-месхетинців з будівлі міськкому, відпустити затриманих напередодні учасників заворушень і не заважати розправі узбеків над турками-месхетинцями. В другій половині дня 4 червня натовп увірвалася до Маргіланського міськкому, але турків-месхетинців звідти вже встигли евакуювати.
У Фергані від ранку в центрі міста збиралися збуджені юрби молодих людей, озброєних палицями і арматурою, які били машини і кіоски. Юрба оточила будівлю обкому КПРС, намагалася прорвати оточення, кидала каміння. Невеликій групі вдалося продертися в будівлю. Натовп числом 200—300 чоловік підпалював будинки турків-месхетинців біля аеропорту. До вечора в місті і в прилеглих кишлаках почалися погроми турків-месхетинців. 4 червня в кишлаку Сурхтепа колгоспу ім. Фрунзе Ахунбабаєвського району місцева молодь нападала на турків-месхетинців, виганяла їх і підпалювала їх будинки.
Було прийнято Указ Президії Верховної ради Узбецької РСР про введення 4 червня в ряді районів Ферганської області комендантської години.
5 червня в центрі Фергани на площі Леніна й біля Ферганського обкому тривали стихійні мітинги. Натовпу вдалося прорватися в будівлю обкому КПРС, проте турків-месхетинців звідти вже евакуювали. У місті й околицях тривали погроми і підпали будинків, що належали туркам-месхетинцям. 5 червня групи молоді також збиралися в Кувасаї, але їх спроби почати зіткнення зупинила міліція. 5 червня погроми у Фергані продовжилися, але до кінця дня внутрішнім військам та міліції вдалося їх припинити.

### Коканд
7 червня понад 5 тисяч узбецьких сільських жителів з довколишніх районів (Риштанського, Узбекистанського, Фрунзенського, а також Ташлацького, Ферганського і Папського району Наманганської області) на вантажівках, автобусах і тракторних причепах вирушили до Коканда. Там жили близько 1,5 тисячі турків-месхетинців, багато з них у попередні дні намагалися виїхати з міста, але їх затримували і відправляли назад виставлені на околицях пости міліції. В Коканді натовп захопив цегельний завод і будівлю МВВС, яку незабаром відбила міліція. Зі слідчого ізолятора звільнили силою 68 в'язнів (за іншими даними, їх відпустила влада на вимогу натовпу). Місцевій владі вдалося зібрати на автобазі і в санаторії всіх турків-месхетинців, що залишилися в місті, тому жертв серед них (за офіційними даними) не було. Погромники громили і палили їхні будинки, а також будинки місцевих узбеків. В кількох населених пунктах Кіровського району було захоплено відділення міліції, у співробітників відібрано табельну зброю.
Вранці 8 червня в Коканді та навколишніх населених пунктах знову спалахнули заворушення. Натовпу вдалося захопити залізничний вокзал Коканда, а на коліях — склад з пальним. З однієї цистерни злили паливо, його погрожували підпалити і підірвати цистерни, якщо не буде звільнено затриманих і видано турків-месхетинців і міліціонерів, що стріляли в натовп. Також було зайнято Новококандський хімзавод, олійножировий комбінат та інші підприємства (всього 12 об'єктів). Всі вони через короткий час, зокрема й залізничний вокзал зі складами, були відбиті солдатами внутрішніх військ. На околицях міста тривали грабунки та підпали будинків, які належали туркам-месхетинцям, також було спалено кілька будинків місцевих співробітників міліції. Більшість турків-месхетинців вивезли з міста напередодні, решту 60 осіб евакуювали вертольотом.
Заворушення в різних населених пунктах Ферганської області тривали до 11 червня.
До 18 червня з Ферганської області в 6 областей РРФСР авіацією було вивезено 16282 турків-месхетинців. Заднім числом евакуацію турків-месхетинців оформлено Постановою Ради Міністрів СРСР № 503 від 26 червня 1989 року. Вивезення турків-месхетинців санкцйовано особистим розпорядженням Голови Ради міністрів СРСР М. І. Рижкова, що пізніше він визнав у своїх мемуарах.
До кінця 1989 року у Ферганській області зберігався режим комендантської години.

## Слідчі дії
У Ферганській області ще під час подій розпочала роботу об'єднана оперативно-слідча бригада Генеральної прокуратури, МВС і КДБ СРСР, яку очолив заступник начальника слідчої частини Генеральної прокуратури СРСР А. В. Фролов. У складі бригади було 16 слідчо-оперативних груп, що включали понад 400 працівників правоохоронних органів, зокрема близько 230 слідчих МВС і прокуратури.
За даними комісії ЦК Комуністичної партії Узбецької РСР, під час червневих подій загинуло 103 особи, з них 52 турків-месхетинців, 36 узбеків, травми отримали 1011 осіб, було поранено 137 військовослужбовців внутрішніх військ і 110 працівників міліції, один з них (Т. Суванкулов) помер; спалено і пограбовано 757 житлових будинків, 27 державних об'єктів, 275 одиниць автотранспорту.
До кінця 1990 року до кримінальної відповідальності було залучено 364 особи, адміністративні арешти отримали 408 осіб. До 1991 року за участь у заворушеннях засуджено близько 100 чоловік, двох (Т. Парпієва і Р. Хурієва) — засуджено до смертної кари. Протягом 5 років після подій в суди було направлено в цілому 250 кримінальних справ, доведено вину 420 осіб. До суворих заходів партійного впливу притягнуто 124 особи. Зокрема, отримали стягнення і були зняті зі своїх постів міністр внутрішніх справ Узбекистану У. С. Рахімов, начальник УКДБ по Ферганської області Н. Р. Лєсков, а також начальник Ферганського обласного УВС С. Ю. Бурханов.

## Підсумки
Окремі дослідники[хто?] висловлюють думку про єдину тактику вищого керівництва країни, широко використовувану під час виступів націоналістів в СРСР у роки перебудови: нічого не робити для профілактики[прояснити: ком.], давати можливість подіям розростися, потім використовувати для їх придушення незначні сили розпалюючи пристрасті, і тільки потім застосовувати найжорстокіші заходи — як проти винних у порушенні порядку, так і проти безвинних, сприяючи тим самим лише ще більшому загостренню ситуації.